# Hermotimus
Genre
Hermotimus est un genre d'araignées aranéomorphes de la famille des Salticidae.

## Distribution
Les espèces de ce genre se rencontrent en Ouganda, au Cameroun et au Gabon.

## Liste des espèces
Selon World Spider Catalog (version 25.5, 14/09/2024) :
- Hermotimus coriaceus Simon, 1903
- Hermotimus cornutus Wiśniewski & Wesołowska, 2024

## Systématique et taxinomie
Ce genre a été décrit par Simon en 1903 dans les Salticidae.

## Publication originale
- Simon, 1903 : « Arachnides de la Guinée espagnole. » Memoiras de la Sociedad española de Historia natural, vol. 1, no 3, p. 65-124 (texte intégral).